# Ryszard Szymczak
Ryszard Władysław Szymczak (14. prosince 1944, Pruszków – 7. prosince 1996, Varšava) byl polský fotbalista, útočník.

## Fotbalová kariéra
Hrál v polské nejvyšší soutěži za Gwardii Varšava a ve Francii ve druhé lize za US Boulogne. V Poháru UEFA nastoupil v 8 utkáních a dal 4 góly. Za polskou reprezentaci nastoupil v roce 1972 ve 2 utkáních. V roce 1972 byl členem vítězného polského týmu na olympiádě 1972, nastoupil ve 2 utkáních. Byl nejlepším střelcem polské ligy v sezóně 1971/72.

## Ligová bilance
| Ročník              | Zápasy | Góly | Klub            |
| ------------------- | ------ | ---- | --------------- |
| Ekstraklasa 1962/63 | 2      | 0    | Gwardia Varšava |
| Ekstraklasa 1963/64 | 19     | 3    | Gwardia Varšava |
| Ekstraklasa 1964/65 | 22     | 6    | Gwardia Varšava |
| Ekstraklasa 1965/66 | 23     | 5    | Gwardia Varšava |
| Ekstraklasa 1967/68 | 26     | 9    | Gwardia Varšava |
| Ekstraklasa 1969/70 | 26     | 11   | Gwardia Varšava |
| Ekstraklasa 1970/71 | 23     | 5    | Gwardia Varšava |
| Ekstraklasa 1971/72 | 26     | 16   | Gwardia Varšava |
| Ekstraklasa 1972/73 | 25     | 9    | Gwardia Varšava |
| Ekstraklasa 1973/74 | 21     | 5    | Gwardia Varšava |
| CELKEM Ekstraklasa  | 213    | 69   |                 |